# Eupragia
Eupragia is een geslacht van vlinders van de familie sikkelmotten (Oecophoridae), uit de onderfamilie Depressariinae.

## Soorten
- E. hospita Hodges, 1969
- E. oxinopa Meyrick, 1929
- E. solida Walsingham, 1911